# Tre Kronor (grad)
Tre Kronor (slovensko Tri krone)  je bil grad v Stockholmu, Švedska, ki je stal na mestu sedanje  Stockholmske palače. Domneva se, da je bil sprva citadela, ki jo je sredi 13. stoletja jarl Birger zgradil za svojo kraljevsko rezidenco. Ime Tri krone je dobila med vladanjem kralja Magnusa IV. sredi 14. stoletja. 
Grad je v požaru leta 1697 popolnoma pogorel. Večina Švedske nacionalne knjižnice in arhiva je zgorela, zato je zgodnjo zgodovino države zelo težko dokumentirati.

## Zgodovina
Ko je kralj Gustav Eriksson Vasa odcepil Švedsko od Kalmarske unije (personalna unija Danske, Švedske in Norveške, ustanovljena leta 1397) in jo razglasil za  neodvisno državo, je grad Tri krone postal najpomembnejši sedež švedskih kraljev. Gustav je grad razširil in utrdil, njegov sin Ivan III. pa ga je obnovil v renesančnem slogu in zgradil grajsko cerkev. Osrednji grajski stolp je obstajal verjetno že pred 16. stoletjem, vendar je bil mnogo manjši in za polovico nižji od kasnejšega. Grad je imel dva dela: glavni grad (högborgen) in vrtove in obzidje okoli njega (ekonomigården). Sredi gradu je bil visok stolp.

### Požar
7. maja 1697 je izbruhnil požar, v katerem je zgorela večina več kot štiristo let starega gradu. Poveljnik gasilcev Georg Stiernhoff je kralja obvestil, da ognja ni mogoče pogasiti, ker je požar onemogočil dostop do gasilske opreme. Kraljeva družina in dvor so zapustili grad, služinčad pa je poskušala rešiti, kar se je rešiti dalo. Ogenj se je hitro razširil, ker je bila večina gradu lesenega. Zgorela je večina Nacionalne knjižnice in državnega arhiva.
Kmalu po požaru se je začela preiskava, zakaj požara niso pravočasno odkrili. Odkrila je tri mogoče krivce: poveljnika grajskih gasilcev Svena Lindberga in dežurna gasilca Andersa Anderssona in  Mattiasa Hanssona. Anders Andersson je  tekal po opravkih za ženo poveljnika gasilcev, kar je bilo proti požarnim predpisom, Mattias Hansson pa je odšel v kuhinjo po nekaj hrane in trdil, da je imel za to dovoljenje poveljnikove žene. Žena je to zanikala.
Preiskava je odkrila, da je poveljnik gasilcev svoje može izkoriščal za svoje in ženine zasebne opravke, in da je za podkupnino sprejemal ljudi za določene grajske službe. Februarja 1698 sta bila Sven Lindberg in Mattias Hanson obsojena na smrt zaradi zanemarjanja službenih dolžnosti. Anders Andersson je bil obsojen na tek skozi šibe. Obe smrtni kazni so kasneje omilili na tek skozi šibe in šest let prisilnega dela v trdnjavi Carlsten. Lindberg je med tekom skozi šibe umrl.

## Obnova
Po požaru so načrtovali obnovo gradu na starih temeljih. Načrte je naredil arhitekt Nicodemus Tessin mlajši, ki je bil odgovoren tudi za samo obnovo. Gradnja je bila končana leta 1754. Nicodemus je leta 1728 umrl in ni dočakal zaključka del.

## Slike
- Grad (v Suecia Antiqua et Hodierna)
- Grad (v Suecia Antiqua et Hodierna)
- Grad (v Suecia Antiqua et Hodierna)
- Grad v 17. stoletju (pogled s severozahoda)
- Grajsko Veliko dvorišče (pogled z zahoda)
- Grad po požaru
- Grajsko Veliko dvorišče
- Risba gradu
- Stockholmska palača leta 1770
- Maketa gradu Tre Kronor v muzeju Švedske kraljeve palače